# Приворотень довговолосистий
Приворотень довговолосистий (Alchemilla crinita) — вид квіткових рослин родини трояндових (Rosaceae).

## Біоморфологічна характеристика
Рослина 10–40 см заввишки. Стебла і листкові ніжки густо або дуже густо запушені. Листові пластинки ниркоподібні, рідше округло-ниркоподібні, з краєвими лопатями, що широко або слабо розходяться, з обох боків густо волосисті, зверху з чітко вдавленою сіткою жилок, розчленовані до 1/7–1/5 ширини, з 7–9 лопатями; лопаті з (5)6–7(8) однаковими, короткими та широкими зубцями з кожного боку. Квітки зелені, 2.5–4 мм у діаметрі; гіпантій голий; чашолистки округло-серцеподібні, трохи коротші за гіпантій.

## Поширення
Зростає у Європі й Туреччині: Австрія, Болгарія, Чехія, Словаччина, Франція, Німеччина, Угорщина, Італія, Польща, Румунія, Швейцарія, Туреччина, Україна, колишня Югославія.
В Україні росте у Карпатах (Прикарпаття, Східні Бескиди й низькі Полонини, Ґорґани, Свидовець, Чорногора, Чивчино-Гринявські гори), Середньому Подністров'ї.